# 顏宗
顏宗（14世紀—15世紀），字學淵，廣東廣州府南海縣人，明朝政治人物。

## 生平
顏宗擅長畫山水畫，是永樂二十一年（1423年）舉人，授邵武知縣，為政平易，以救荒和憫旱為先，奉詔增設義倉，勸士民捐輸二十餘萬石糧食，到荒年計口賑災，又曾在旱災時齋戒沐浴徒步百里祈禱，不久大雨降下，災情舒緩；有吳姓人民將死，兒子鐵牛年幼，交託給人養育，某天鐵牛被殺，養育者被擒抵罪，他懷疑內有冤情，於是到城隍誠心禱告，晚上夢見有人說：「殺牛者驢也。」次日他召集父老詢問鐵牛有沒有親人養驢，很快就擒拿那人，審訊後伏罪，人們都稱他判案如神。沙尤流寇鄧茂七作亂，朝廷命令討伐，渠魁捕獲後，餘黨依然據險盤據，上級委任他招撫，他就率領耆老數人勸導，眾人都泣謝解散，救活七萬餘人，景泰二年（1451年）考滿陞兵部車駕司主事，三年後署任員外郎，因母喪回鄉，在途中去世。

## 引用
1. 1 2  同治《南海縣志·卷三十五·列傳四》：顏宗，字學淵，永樂二十一年癸卯舉于鄉，仕福建邵武知縣，為政平易愷悌，以救荒憫旱為先，奉詔增置義倉，勸士民出粟二十餘萬石儲之，歲歉計口給賑民無阻飢，嘗大旱齋沐徒行百里禱於神，雨大注歲遂稔；民有吳姓者垂死，一子名鐵牛尚幼，託所交育之，一日鐵牛為人所殺，聞于官邑貳執所育者抵罪，宗疑其冤，積誠告城隍神，夢有人訴曰殺牛者驢也，明日召耆老問其親有邱驢者，捕得之一訊具服，人稱神明，沙尤寇鄧茂七作亂，上命率師討之，渠魁既得，餘黨據險弗服，當道委宗招撫，宗率耆老數輩直詣賊所，賊眾皆泣謝聽命散為良民，所活七萬餘人，景泰辛未九年滿考無公私過，貤恩父母陞兵部車駕司主事，三載轉署員外郎，奔母喪歸卒于途，宗善畫山水，為世所重。 據黃通志、《粤大記》修